# Invalides (metropolitana di Parigi)
Invalides è una stazione delle linee 8 e 13 della metropolitana di Parigi. Si trova nel VII arrondissement.

## La stazione
Si trova nei pressi del Terminal cittadino dell'Air France e in connessione con la stazione Invalides della RER C.
La stazione della linea 13 ha quattro binari, due per direzione, situati a coppie con marciapiede centrale in due gallerie affiancate.
All'Interno della stazione, nel 2006 sono stati installati le protezioni anti-suicidio

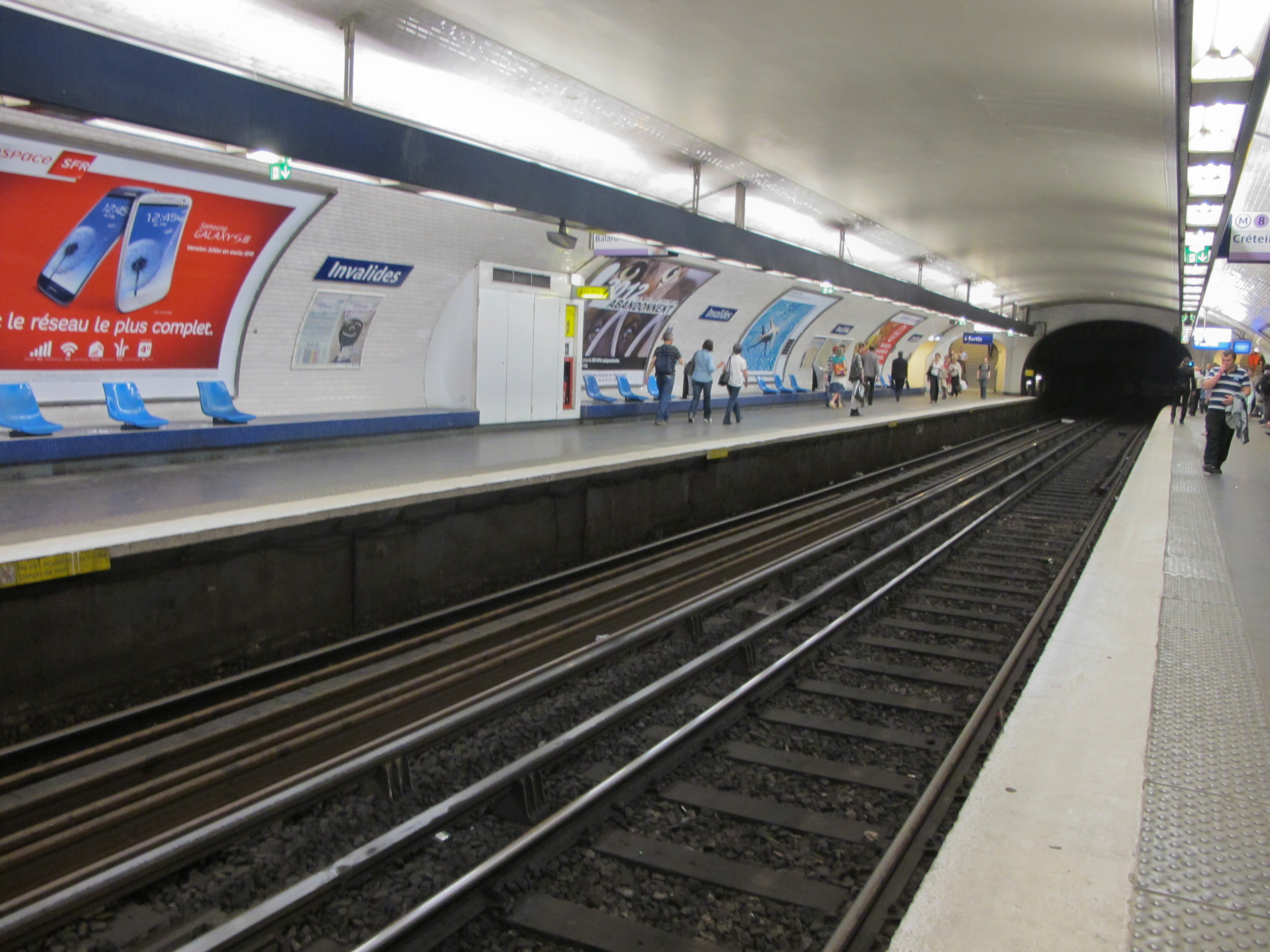
Banchina della linea 8
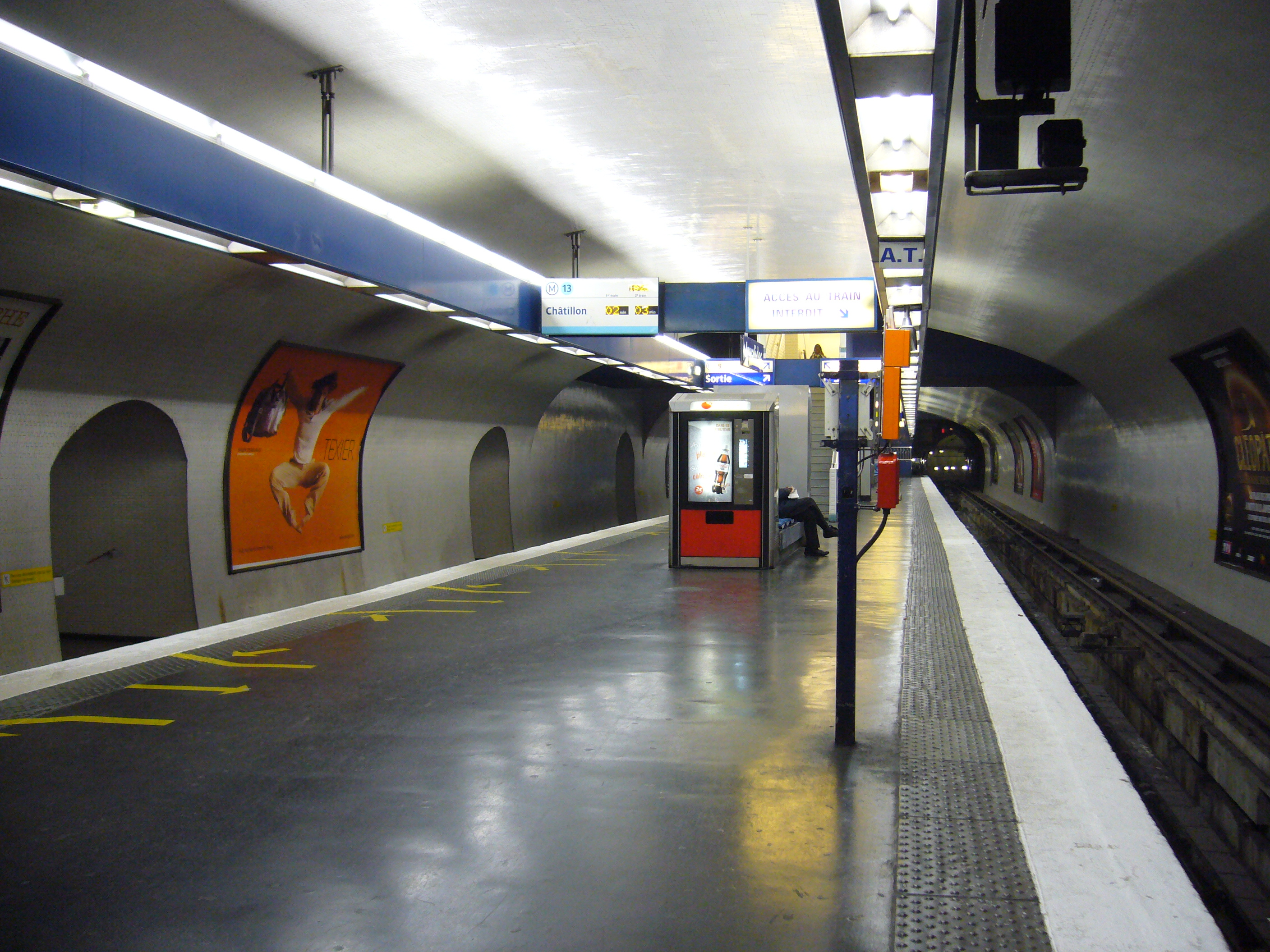
Banchina della linea 13 in direzione Châtillon

## Interconnessioni
- Bus RATP - 28, 63, 69, 83, 93
- Bus notturni - N01, N02